# Fondation Cartier pour l'art contemporain
Fondation Cartier pour l'art contemporain (česky Cartierova nadace pro současné umění) je francouzská nadace podporující současné umění, která je součástí společnosti Cartier. Nadaci založil založil v roce 1984 ředitel společnosti Alain-Dominique Perrin. Její původní sídlo se nacházelo ve městě Jouy-en-Josas, ale od roku 1994 sídlí v Paříži na Boulevard Raspail č. 261 v budově, kterou navrhl architekt Jean Nouvel. Nadace vlastní přes 1000 uměleckých děl.

## Sídlo
Nadace Cartier sídlila v letech 1984-1993 v obci Jouy-en-Josas. Na konci 80. let se Americké kulturní centrum rozhodlo opustit prostor na Boulevardu Raspail, kde sídlilo od roku 1934, a přesídlit do čtvrti Bercy do nové budovy. Nadace poté zadala architektovi Jeanu Nouvelovi úkol vytvořit novou budovu. Ta byla otevřena roku 1994.
Budova má plochu 1200 m2 v šesti patrech, z nichž tři jsou využívány pro výstavní účely. Je obkolopena zahradou, kterou navrhl Lothar Baumgarten. Jedná se o originální umělecký projekt s názvem Theatrum Botanicum obsahující 35 různých druhů stromů, včetně libanonského cedru, který zasadil François René de Chateaubriand v roce 1825 a 200 druhů rostlin kvetoucích podle ročních období. Zahrada je viditelná z ulice přes skleněnou fasádu.

## Umělecká činnost
Cílem nadace je propagace a podpora mezinárodního současného umění prostřednictvím různých aktivit (vytváření sbírek, pořádání výstav, vydávání publikací a katalogů). Nadace podporuje a pomáhá objevovat nové francouzské i zahraniční umělce. Každoročně organizuje kulturní akce např. tzv. kočovné noci na podporu hudby, poezie a tance nebo módní přehlídky.
Její podpora zahrnuje všechny druhy umění jako je malířství, sochařství, video, zvuk, design, fotografie aj. Vlastní sbírku nadace tvoří především díla reprezentující hlavní umělecké proudy od 80. let se zaměřením na díla velkých rozměrů. Nadace podporuje také umění jiných kultur (Ameriky, Afriky a Asie). Sbírkový fond tvoří přes 1000 uměleckých děl od 300 umělců.